# Lista okrętów podwodnych zatopionych przez samoloty Fairey Swordfish

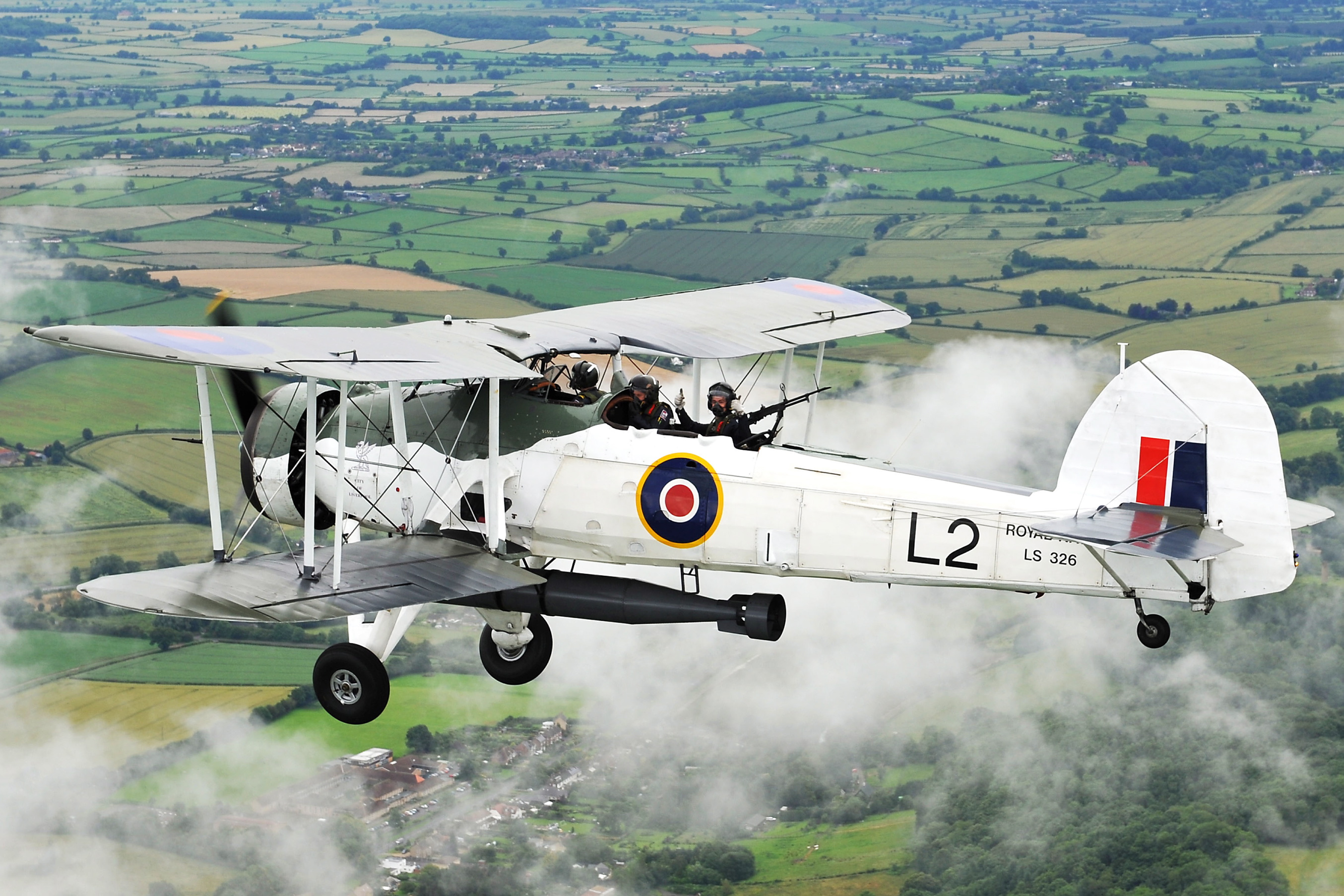
Zachowany w stanie zdatnym do lotu Swordfish Mk. II LS326 (2012). W czasie wojny samolot operował z pokładu statku MAC MV „Rapana”

Brytyjski samolot torpedowo-bombowy Fairey Swordfish z okresu II wojny światowej, mimo że odznaczał się przestarzałą konstrukcją, okazał się być skuteczny w zwalczaniu okrętów podwodnych, zwłaszcza gdy od 1943 roku pojawiły się wersje uzbrojone w osiem niekierowanych rakiet i wyposażone w radar ASV Mk XI.
| Bandera | Nazwa okrętu         | Typ        | Data zatopienia       | Miejsce zatopienia | Dywizjon lotniczy | Okręt, na którym stacjonowały samoloty            | Współuczestnicy zatopienia                                                        | Uwagi                                                                                     | Źródła        |
| ------- | -------------------- | ---------- | --------------------- | ------------------ | ----------------- | ------------------------------------------------- | --------------------------------------------------------------------------------- | ----------------------------------------------------------------------------------------- | ------------- |
|         | U-64                 | IX B       | 13 kwietnia 1940(dts) | Morze Norweskie    | 700. FAA          | pancernik HMS „Warspite”                          |                                                                                   |                                                                                           | [ 2 ] [ 3 ]   |
|         | „Iride”              | Perla      | 22 sierpnia 1940(dts) | Morze Śródziemne   | 824. FAA          | lotniskowiec HMS „Eagle”                          |                                                                                   | Włoski okręt służył jak transportowiec „żywych torped”                                    | [ 4 ]         |
|         | U-451                | VII C      | 21 grudnia 1941(dts)  | Północny Atlantyk  | 812. FAA          | baza lądowa                                       |                                                                                   | Pierwszy U-Boot zatopiony przez samolot podczas nocnej akcji                              | [ 5 ] [ 6 ]   |
|         | U-577                | VII C      | 15 stycznia 1942(dts) | Morze Śródziemne   | 815. FAA          | baza lądowa                                       |                                                                                   |                                                                                           | [ 7 ]         |
|         | „Bévéziers”          | Redoutable | 5 maja 1942(dts)      | Ocean Indyjski     | 829. FAA          | lotniskowiec HMS „Illustrious”                    |                                                                                   | Okręt Francji Vichy zatopiony podczas desantu na Madagaskar                               | [ 8 ]         |
|         | „Le Héros”           | Redoutable | 7 maja 1942(dts)      | Ocean Indyjski     | 829. FAA          | HMS „Illustrious”                                 |                                                                                   | Okręt Francji Vichy zatopiony podczas desantu na Madagaskar                               | [ 8 ]         |
|         | U-652                | VII C      | 2 czerwca 1942(dts)   | Morze Śródziemne   | 815. FAA          | baza lądowa                                       |                                                                                   | Unieruchomiony okręt został dobity torpedą przez U-81                                     | [ 9 ] [ 10 ]  |
|         | U-589                | VII C      | 14 września 1942(dts) | Morze Barentsa     | 825. FAA          | lotniskowiec eskortowy HMS „Avenger”              | niszczyciel HMS „Onslow”                                                          |                                                                                           | [ 11 ] [ 12 ] |
|         | U-203                | VII C      | 25 kwietnia 1943(dts) | Północny Atlantyk  | 811. FAA          | lotniskowiec eskortowy HMS „Biter”                | niszczyciel HMS „Pathfinder”                                                      |                                                                                           | [ 13 ] [ 14 ] |
|         | U-89                 | VII C      | 12 maja 1943(dts)     | Północny Atlantyk  | 811. FAA          | HMS „Biter”                                       | niszczyciel HMS „Broadway” i fregata HMS „Lagan”                                  |                                                                                           | [ 15 ] [ 16 ] |
|         | U-752                | VII C      | 23 maja 1943(dts)     | Północny Atlantyk  | 819. FAA          | lotniskowiec eskortowy HMS „Archer”               |                                                                                   | Pierwszy U-Boot zatopiony za pomocą rakiet                                                | [ 17 ] [ 18 ] |
|         | U-617                | VII C      | 12 września 1943(dts) | Morze Śródziemne   | 833. i 886. FAA   | baza lądowa                                       | samoloty Lockheed Hudson, korweta HMS „Hyacinth” i trałowiec HMAS „Wollongong”    | Wcześniej uszkodzony przez samoloty Vickers Wellington; zniszczony po wyrzuceniu na brzeg | [ 19 ] [ 20 ] |
|         | U-666                | VII C      | 10 lutego 1944(dts)   | Północny Atlantyk  | 842. FAA          | lotniskowiec eskortowy HMS „Fencer”               |                                                                                   |                                                                                           | [ 21 ]        |
|         | U-472                | VII C      | 4 marca 1944(dts)     | Morze Barentsa     | 816. FAA          | lotniskowiec eskortowy HMS „Chaser”               | niszczyciel HMS „Onslaught”                                                       |                                                                                           | [ 22 ] [ 23 ] |
|         | U-366                | VII C      | 5 marca 1944(dts)     | Morze Norweskie    | 816. FAA          | HMS „Chaser”                                      |                                                                                   |                                                                                           | [ 22 ] [ 24 ] |
|         | U-973                | VII C      | 6 marca 1944(dts)     | Morze Norweskie    | 816. FAA          | HMS „Chaser”                                      |                                                                                   |                                                                                           | [ 25 ] [ 26 ] |
|         | U-653                | VII C      | 15 marca 1944(dts)    | Północny Atlantyk  | 825. FAA          | lotniskowiec eskortowy HMS „Vindex”               | slupy: HMS „Starling” i HMS „Wild Goose”                                          |                                                                                           | [ 27 ] [ 28 ] |
|         | U-288                | VII C      | 3 kwietnia 1944(dts)  | Morze Barentsa     | 819. FAA          | lotniskowiec eskortowy HMS „Activity”             | samoloty Grumman Avenger i Grumman Wildcat z HMS „Tracker”                        |                                                                                           | [ 29 ] [ 30 ] |
|         | U-277                | VII C      | 1 maja 1944(dts)      | Morze Norweskie    | 842. FAA          | HMS „Fencer”                                      |                                                                                   |                                                                                           | [ 29 ] [ 31 ] |
|         | U-674                | VII C      | 2 maja 1944(dts)      | Morze Norweskie    | 842. FAA          | HMS „Fencer”                                      |                                                                                   |                                                                                           | [ 29 ] [ 32 ] |
|         | U-959                | VII C      | 2 maja 1944(dts)      | Morze Norweskie    | 842. RAA          | HMS „Fencer”                                      |                                                                                   |                                                                                           | [ 29 ] [ 33 ] |
|         | U-765                | VII C      | 6 maja 1944(dts)      | Północny Atlantyk  | 825. FAA          | HMS „Vindex”                                      | fregaty: HMS „Bickerton”, HMS „Bligh” i HMS „Aylmer”                              |                                                                                           | [ 34 ] [ 35 ] |
|         | „La Perle” („Perle”) | Saphir     | 8 lipca 1944(dts)     | Północny Atlantyk  | 826. FAA          | Statki MAC: „Empire MacCallum” i „Empire MacColl” |                                                                                   | Podwodny stawiacz min Wolnej Francji zatopiony w wyniku bratobójczego ognia               | [ 36 ]        |
|         | U-344                | VII C      | 22 sierpnia 1944(dts) | Morze Norweskie    | 825. FAA          | HMS „Vindex”                                      |                                                                                   |                                                                                           | [ 37 ] [ 38 ] |
|         | U-394                | VII C      | 2 września 1944(dts)  | Morze Norweskie    | 825. FAA          | HMS „Vindex”                                      | niszczyciele: HMS „Keppel”, HMS „Whitehall”; slupy: HMS „Mermaid” i HMS „Peacock” |                                                                                           | [ 39 ] [ 40 ] |
|         | U-365                | VII C      | 13 grudnia 1944(dts)  | Morze Norweskie    | 813. FAA          | lotniskowiec eskortowy HMS „Campania”             |                                                                                   |                                                                                           | [ 41 ] [ 42 ] |